# Georg Scheu
Justus Georg Scheu, né le 21 juin 1879 à Krefeld et mort le 2 novembre 1949 à Alzey, est un botaniste et ampélographe allemand.

## Biographie
Il suit l’enseignement professionnel d’horticulture à Hanovre, puis travaille à Munich et Schierstein. À partir de 1900, il vit à Geisenheim.
Il travaille en 1909 sur la première pépinière viticole à Hesse rhénane installée par le Chambre d'Agriculture du Alzey. Parmi ses principales fonctions figurent la fourniture de plants sains pour la viticulture et l'amélioration des méthodes d'élevage et de culture. Il s'intéresse aussi au clonage végétal, à l'élevage et à la culture sélective des nouvelles variétés à rendement supérieur et une meilleure qualité de fourniture.
À partir de 1909, alors directeur de la Rebzuchtanstalt (Institut d’élevage des cépages) Alzey, il y apporte des contributions importantes à la recherche sur les maladies diverses de la vigne, ainsi que les nouveaux cépages suivants : Scheurebe, Huxelrebe, Siegerrebe, Faberrebe, Kanzler, Septimer, Würzer et Perle.
Il meurt à Alzey.

## Référence
1. ↑  (en) Jancis Robinson, The Oxford companion to wine, Oxford New York, Oxford University Press, 2006, 813 p. (ISBN 978-0-198-60990-2, lire en ligne), p. 615.